# Гузун, Кондрат Алексеевич
Кондрат Алексеевич Гузун (24 марта 1902, Глиное — 4 января 1971, Слободзейский район) — председатель колхоза имени Карла Маркса Слободзейского района Молдавской ССР, Герой Социалистического Труда (15.02.1957).
Родился и умер в с. Глиное ( сейчас - Слободзейский район Приднестровья). Член КПСС с 1949 года.
Участник Великой Отечественной войны, награждён медалью «За боевые заслуги» (07.05.1970). После демобилизации — главный агроном колхоза «Интенсивник» Слободзейского района (в котором работал звеньевым Герой Социалистического Труда Возиян Леонтий Андреевич).
В 1953—1962 годах председатель колхоза имени Карла Маркса того же района (с 1961 г. Тираспольский район). За счёт рационального использования земли, применения передовых методов хозяйствования увеличил производство животноводческой продукции и урожайность сельскохозяйственных культур.
На больших площадях выращивал зелёный горошек, томаты, перец, наладил их переработку, за счёт чего получал почти четверть чистого дохода сельхозартели. Расширил площади садов и виноградников. В 1956 году получил урожайность винограда 120 ц/га на площади 350 га.
Герой Социалистического Труда (15.02.1957).
В 1962—1966 гг. председатель Незавертайловского сельсовета.
С 1966 г. на пенсии.
Депутат Верховного Совета Молдавской ССР 5-го созыва